# Idionella rugosa
Idionella rugosa är en spindelart som först beskrevs av Crosby 1905.  Idionella rugosa ingår i släktet Idionella och familjen täckvävarspindlar. Inga underarter finns listade i Catalogue of Life.